# ایرلوود (نیو ساوت ولز)
ایرلوود (به انگلیسی: Earlwood) یک حومه شهر در استرالیا است که در نیو ساوت ولز واقع شده‌است.